# سی‌آی گیمز
سی‌آی گیمز (انگلیسی: CI Games) شرکت بازی ویدئویی لهستانی است، که در سال ۲۰۰۲ تأسیس شد.